# Johann Peter Constant
Johann Peter Constant (auch Jean Pierre Constant oder Jean-Pierre Constant, * 1736; † 1806) war ein Tänzer, Pantomimen- und Maschinenmeister, der vor allem in München bekannt wurde.

## Leben
Johann Peter Constant kam 1768 von Den Haag nach München, als dort die Epoche des Ballettmeisters Chalandray ihrem Ende zuging. Am 25. April 1771 erhielt er nach bestandener Probezeit eine Festanstellung.
Constant war als Tänzer für seine exquisite Fußarbeit in englischen Tänzen, in der es ihm in Deutschland kaum jemand zuvortat, berühmt. Besonders überzeugend war er als Darsteller des Harlekin. Sowohl diese Rolle als auch die des Pierrot überlieferte er auch meisterlich an die jüngere Tänzergeneration.
In den 1770er Jahren kam das Ehepaar Trancart nach München. Maria Anna Trancart, früher unter dem Namen Nency Levier bzw. einfach als Mademoiselle Nency bekannt, tanzte in München unter anderem die Nymphe in La Ninfa spergiura, proteta per Amore; ihr Tanzpartner als Satyr war Constant, während ihr Ehemann Antoine den Faun tanzte. Die finanziellen Einschränkungen, denen das Münchner Ballett allerdings gegen Ende des 18. Jahrhunderts unterworfen waren, erlaubten es nicht, die Trancarts in München zu halten. Ebenso gelang es nicht, die Viganòs in München zu halten. 
Insbesondere unter der Intendantur Marius Babos schien das Ballett zum Tode verurteilt. Nachdem Peter Crux sich schließlich direkt an den Kurfürsten gewandt hatte, um wenigstens seine Ballettschule erhalten zu können, wurde ein nicht verbrauchter Fonds im Nachlass des verstorbenen früheren Intendanten aufgespürt. Unter Crux lebte nun das Ballett wieder auf, unter anderem wurde Constant, der diesen Posten zwischenzeitlich offenbar hatte abgeben müssen, wieder Pantomimenmeister. Nach seinem Tod im Jahr 1806 führte sein Schüler Adam Schlotthauer die Tradition weiter.
Dem „Macheniste“ Constant ist ein Verzeichnis der Beleuchtungskörper des Residenztheaters zur Zeit Max III. Joseph zu verdanken. Es stammt aus der Zeit um 1776/1777.
Seine technischen Raffinessen, vor allem die Szenenwechsel mit Flugwerk und Beleuchtungseffekten, faszinierten das Publikum. Pantomimen, die er entworfen hatte, wurden noch Jahrzehnte nach seinem Tod in München gespielt. Wolfgang Amadeus Mozart war insbesondere von Das Ei der Närrin Girigarikanarimanarischaribari angetan. Die Musik dazu stammte von Franz Anton Dimler. Weitere bekannte Pantomimen Constants waren Annette und Lubin, Laurette, Die Chineser Hochzeit, Die Geburt des Harlekin, Der Karneval von Venedig, Die glücklichen Bettler, Arlequin und Columbine in der Sklaverei, Der Schneider oder der Löwe oder Arlequin der lächerliche Papagei, Der bezauberte Brunnen oder der angeführte einfältige Dorfjunker, Die Begebenheiten Arlequins in den Erzgebirgen, Arlequin als Deserteur, Die Zauberrose, Arlequin der arme Mann, Vulkan der Beschützer des Arlequin und Die drei Liebhaber der Putzmacherin.